# Nowoschywotiw
Nowoschywotiw (ukrainisch Новоживотів; russisch Новоживотов Nowoschiwotow, polnisch Żywotów) ist ein Dorf im Osten der ukrainischen Oblast Winnyzja mit etwa 1400 Einwohnern (2001).

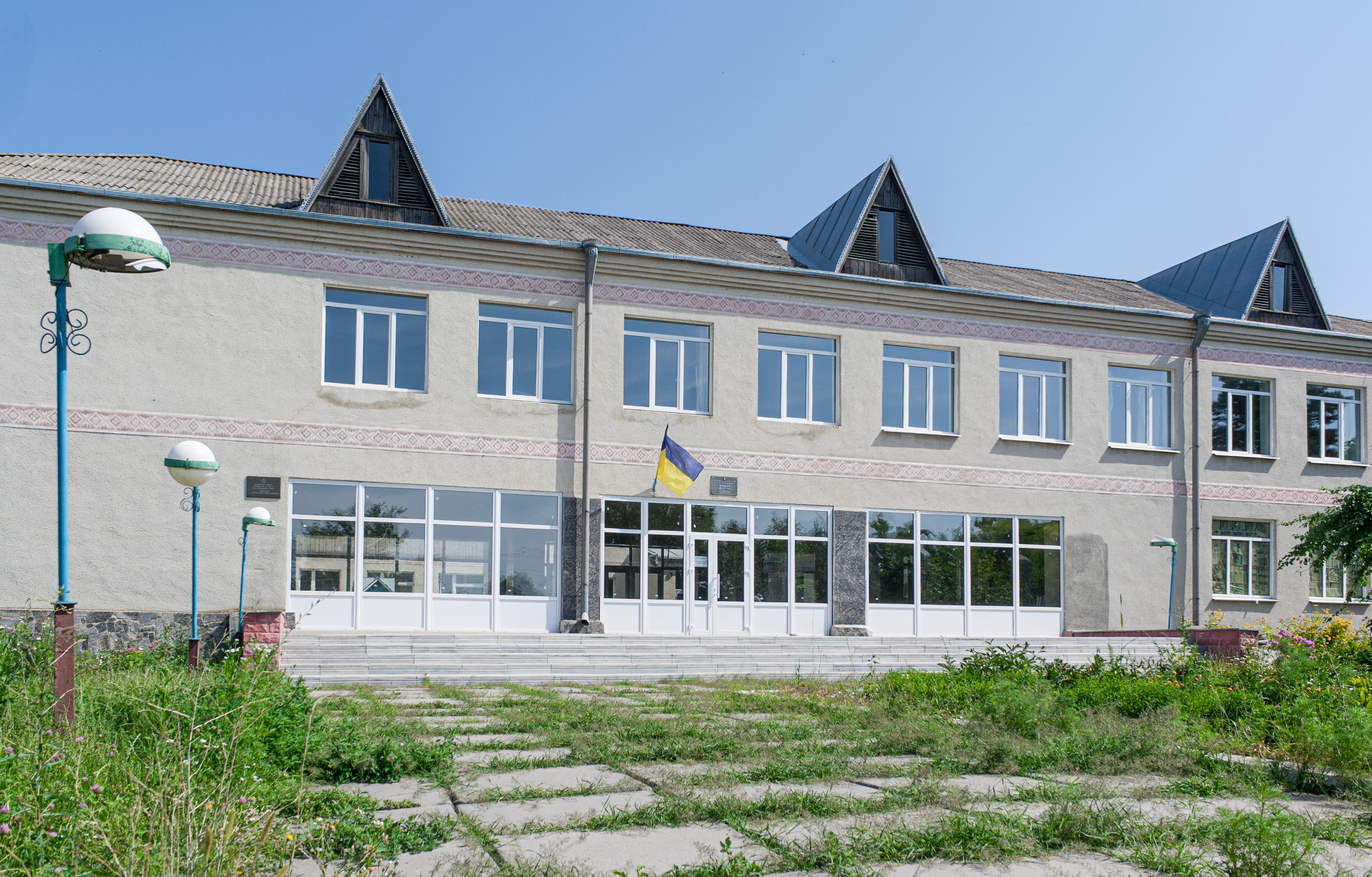
Schule im Ort

Das 1640  am Ufer der Roska, einem 73 km langen, rechten Nebenfluss des Ros, gegründete Dorf war im 17. Jahrhundert eine Stadt mit 1100 Einwohnern.
Die 200 m hoch gelegene Ortschaft trug früher die Namen Schywotiw/Żywotów bzw. Staryj Schywotiw. Durch die Ortschaft verläuft die Regionalstraße P–17.
Das ehemalige Rajonzentrum Oratiw befindet sich 9 km südlich und das Oblastzentrum Winnyzja etwa 90 km westlich von Nowoschywotiw.
Am 12. Juni 2020 wurde das Dorf ein Teil der neugegründeten Siedlungsgemeinde Oratiw, bis dahin bildete es die gleichnamige Landratsgemeinde Nowoschywotiw (Новоживотівська сільська рада/Nowoschywotiwska silska rada) im Nordosten des Rajons Oratiw.
Am 17. Juli 2020 kam es im Zuge einer großen Rajonsreform zum Anschluss des Rajonsgebietes an den Rajon Winnyzja.

## Persönlichkeiten
- Jewhen Huzalo (1937–1995), ukrainischer Schriftsteller, Journalist und Drehbuchautor
- Arkadij Ljubtschenko (Аркадій Панасович Любченко; 1899–1945), ukrainischer Schriftsteller und Herausgeber
- Pierre Pinchik (Пьер Пинчик; 1893–1971), 1923–1926 Kantor an der Synagoge Leningrad, 1927 in die USA ausgewandert